# Лукар
Лукар (на испански: Lúcar) е населено място и община в Испания. Намира се в провинция Алмерия, в състава на автономната област Андалусия. Общината влиза в състава на района (комарка) Вале дел Алмансора. Заема площ от 95 km². Населението му е 885 души (по данни от 2010 г.). Разстоянието до административния център на провинцията е 127 km.

## Демография
| 1996 | 1998 | 1999 | 2000 | 2001 | 2002 | 2003 | 2004 | 2005 | 2006 |
| ---- | ---- | ---- | ---- | ---- | ---- | ---- | ---- | ---- | ---- |
| 799  | 786  | 792  | 767  | 787  | 786  | 791  | 798  | 822  |      |